# Hug IV de Borgonya
Hug IV de Borgonya (1213 - Villaines-en-Duesmois 1271), duc de Borgonya (1218-1271).

## Orígens familiars
Nasqué el 9 de març de 1213, únic fill mascle d'Alícia de Vergy, segona esposa del duc Eudes III de Borgonya. Era neta per línia paterna d'Hug III de Borgonya i Alícia de Lorena.

## Núpcies i descendents
Es casà, en primeres núpcies, el 1229 amb Violant de Dreux, filla del comte Robert III de Dreux i Elionor de Saint-Valery. D'aquesta unió nasqueren:
- Margarida de Borgonya (1229-1277)
- Eudes de Borgonya (1230-1266), comte uxori de Nevers, Tonnerre i Auxerre
- Joan de Borgonya (1231-1268), casat amb Agnès de Borbó-Dampierre i pares de Beatriu de Borgonya
- Alícia de Borgonya (1233-1273), casada amb Enric III de Brabant
- Robert II de Borgonya (1248-1306), duc de Borgonya

El novembre de 1258 es casà, en segones núpcies, amb Beatriu de Navarra, filla del rei Teobald I de Navarra i Margarida de Borbó-Dampierre. D'aquesta unió nasqueren:
- Hug de Borgonya (1260-1288)
- Beatriu de Borgonya (vers 1260-1329), casada amb Hug XIII de la Marca
- Isabel de Borgonya (1270-1323), casada amb l'emperador Rodolf I d'Habsburg

## Ducat de Borgonya
Acompanyà Lluís IX de França a la Setena Croada i fou fet presoner a Mansourah. El 1266 Balduí II de Courtenay, emperador destronat de Constaninoble, li cedí els drets sobre el regne de Tessalònica per l'ajuda rebuda en la reconquesta de Constantinoble.
Sota el regnat d'Hug IV de Borgonya el Ducat de Borgonya s'expandí gràcies a la incorporació dels comtat de Chalon i Auxone.
Hug IV morí a Villaines-en-Duesmois el 27 d'octubre de 1272, o va ser sebollit a Citeaux.